# Tijana Bogićević
Tijana Bogićević (srbsko Тијана Богићевић), srbska pevka, * 1. novembra 1981, Novi Sad, Srbija. 

## Kariera
Bogićević je postala širši javnosti pozana, ko je nastopila na srbskem tekmovanju Beovizija 2009, ki je služi kot predizbor za Pesem Evrovizije 2009.  Bila je tudi spremljevalna pevka srbske kandidatke Nine na Pesmi Evrovizije 2011. Leta 2013 je izšel njena prva pesem »Čudo«.
Dne 27. februarja 2017 je bila interno izbrana s strani srbske televizijske postaje Radio-Televizija Srbije (RTS), da zastopa Srbijo na Pesmi Evrovizije 2017. Njena pesem »In Too Deep« je izšla marca 2017.  Nastopila je v drugem polfinalu kjer je zasedla 11. mesto in se ni uvrstila v finale. 

## Zasebno življenje
Leta 2015 se je poročila z ameriškim pevcem Markom Robertsonom iz Philadelphie, ki nastopa pod imenom Sing-Sing. Leta 2022 sta se ločila. 

## Diskografija

### Pesmi
| »Pazi šta radiš«                                                                   | 2009 | —  | —    |
| »Tražim«                                                                           | 2010 | —  | Čudo |
| »Kada nisi tu«                                                                     | 2012 | —  | —    |
| »Čudo«                                                                             | 2013 | —  | Čudo |
| »Palim se na tebe« (skupaj s Flamingosi)                                           | 2013 | —  | —    |
| »Tijanina«                                                                         | 2014 | —  | Čudo |
| »Stradam«                                                                          | 2014 | —  | Čudo |
| »Sam od sutra«                                                                     | 2014 | —  | Čudo |
| »Još jednom« (z Aleksa Jelić)                                                      | 2014 | —  | —    |
| »Nekako nikako«                                                                    | 2015 | —  | Čudo |
| »In Too Deep / Tvoja«                                                              | 2017 | —  | —    |
| »Ti imaš pravo«                                                                    | 2017 | —  | Čudo |
| »Bezuslovno«                                                                       | 2017 | —  | Čudo |
| »Dodirni me«                                                                       | 2018 | —  | —    |
| »Hram« (z Damirjem Kedžem)                                                         | 2021 | 17 | —    |
| »—« označuje singel, ki se ni uvrstil na lestvico ali ni bil izdan na tem ozemlju. |      |    |      |